# Mixolineus tauricus
Mixolineus tauricus är en djurart som tillhör fylumet slemmaskar, och som beskrevs av Müller och Scripcariu 1971. Mixolineus tauricus ingår i släktet Mixolineus och familjen Mixolineidae. Inga underarter finns listade i Catalogue of Life.